# Белан, Эдуард Борисович
Эдуа́рд Бори́сович Бела́н (9 января 1970, Магадан — 5 сентября 1999, село Новолакское, Дагестан) — военный врач, старший лейтенант внутренних войск МВД России, Герой Российской Федерации.

## Биография
В 1972 году семья Эдуарда переехала в Липецк, где в 1986 году он окончил с золотой медалью среднюю школу № 5 имени Героя Советского Союза С. Г. Литаврина и в том же году поступил в Воронежский государственный медицинский институт имени Бурденко. В 1988 году был призван на срочную службу. Отслужив один год в частях ВВС СССР, возвратился в институт для продолжения учёбы. После окончания института работал врачом в Липецке, в медсанчасти завода «Свободный сокол» анестезиологом-реаниматологом, затем устроился в отделение экстренной медицинской помощи больницы при УВД Липецкой области.
С апреля 1996 года старший лейтенант внутренней службы Э. Б. Белан служил в составе липецкого ОМОНа. Дважды выезжал в служебные командировки на Северный Кавказ.

## Подвиг
Погиб 5 сентября 1999 года в Дагестане в селе Новолакском. Ранним утром командир отряда А. Токарев вместе с Э. Б. Беланом вышли для проверки постов милиции. Внезапно на офицеров напали боевики, которые планировали окружить и уничтожить весь отряд. При прорыве из блокированного поселка старший сержант Андрей Теперик был убит, раненый лейтенант Токарев сумел добраться к своим, а Эдуард Белан попал в плен, и, отказавшись называть фамилии командиров, расположение боевых позиций липецкого ОМОНа и оказывать помощь раненым боевикам, был зверски убит. 
Похоронен в 1999 году на кладбище Липецкого трубного завода. Эдуарду Белану посмертно присвоено звание Героя Российской Федерации 22 октября 1999 года.

## Память
- В 1999 году имя Белана было присвоено новой улице в юго-западной части города Липецка.
- В ноябре 2000 года был открыт мемориальный комплекс Героев России Эдуарда Белана и Андрея Теперика работы скульптора И. Мазура в здании УВД Липецкой области.
- На здании школы № 5, где учился Герой, в 2001 году установлена мемориальная доска.
- В 2013 году установлена мемориальная доска на здании медико-санитарной части МВД России по Липецкой области.